# 韓國餐具
韓國餐具（수저）是食用韓國料理時所用到的餐具。韓國餐具包括勺子和筷子。筷子可以放在餐桌上，但绝不能竖直插入食物中，尤其是米饭，因为这被认为会是一種不祥之兆，因为這有點像韓國人在祭祀祖先時擺放的祭品。 市面上有用盒子包裝的韓國餐具，有人會將韓國餐具套裝作為禮物贈送他人，紀念品商店也有韓國餐具套裝出售。